# Calamus ledermannianus
Espèce
Calamus ledermannianus est une espèce de plantes de la famille des Arecaceae. 
Son épithète spécifique rend hommage au botaniste Carl Ludwig Ledermann.